# Kenny Kasiama
Kenny Kasiama (Montfermeil, 5 marzo 2003) è un cestista francese.

## Carriera

### Nazionale
Nel 2022 ha partecipato, con la Francia under 20, agli Europei di categoria, conclusi al quinto posto finale. Nell'edizione del 2023 ha vinto la medaglia d'oro.